# Beaumont (Yonne)
Beaumont è un comune francese di 585 abitanti situato nel dipartimento della Yonne nella regione della Borgogna-Franca Contea.

## Società

### Evoluzione demografica
Abitanti censiti